# Registrierungsdatei
Eine Registrierungsdatei ist eine Datei, die Informationen aus einer Registrierungsdatenbank (zum Beispiel der Windows-Registrierungsdatenbank) enthält. Registrierungsdateien können auf mit Microsoft Windows oder ReactOS betriebenen Computersystemen dazu verwendet werden, Informationen aus der Registrierungsdatenbank zu exportieren und weiterzugeben bzw. sie in selbige wieder zu importieren. Diese Dateien enden auf .reg und lassen sich in der Standardkonfiguration von Windows durch einen Doppelklick der Registrierungsdatenbank hinzufügen. Im Zusammenhang mit Wine versteht man unter den Registrierungsdateien spezielle Textdateien, die im Unterverzeichnis ".wine" innerhalb eines Benutzerprofils auf einem Linux-System liegen können. Sie werden auch als interne Registrierungsdateien bezeichnet, da sie ein anderes Format haben als die Registrierungsdateien, die über die Exportfunktion des bei Wine mitgelieferten Programms regedit erzeugt wurden. In den Registrierungsdateien von Wine sind sowohl Konfigurationsdaten von Wine selbst als auch Daten, die von Drittanbietersoftware abgelegt wurden, gespeichert. Im Gegensatz zu Windows ist unter Wine die gesamte Registrierungsdatenbank an das Benutzerprofil gebunden (auch HKEY_LOCAL_MACHINE), sodass es keine globalen Registrierungsinformationen gibt.

## Probleme und Gefahren
Die Registrierungsdatenbank ist unter den Betriebssystemen Microsoft Windows und ReactOS das zentrale Element zur Steuerung der Verhaltensweise des Systems oder von Systemdiensten. Änderungen, die durch das Ausführen von Registrierungsdateien erfolgen, können also tiefgreifende Änderungen im System verursachen, automatisch Schadprogramme starten oder den Computer sogar dadurch unbrauchbar machen, dass das Betriebssystem nicht mehr korrekt startet.

## Aufbau
Wurde die Registrierungsdatei mittels der Exportfunktion des Dienstprogrammes Regedit unter Microsoft Windows erstellt, so steht in der ersten Zeile immer "Windows Registry Editor Version Versionsnummer". Bei internen Registrierungsdateien, die von Wine erstellt wurden, befindet sich an derselben Stelle folgender Dateikopf: "WINE REGISTRY Version Versionsnummer". In der nächsten Zeile befindet sich, sofern die Dateien automatisch von Wine angelegt wurden, ein mit ";;" eingeleiteter Kommentar, der angibt, auf welchen Schlüssel sich die Datei bezieht, zum Beispiel: ";; All keys relative to \\Machine" in der Datei "~/.wine/system.reg".
Dann folgt eine Leerzeile.
Danach folgt eine Zeile, die in eckigen Klammern den Pfad angibt, der den Ort in der Registrierungsdatenbank bezeichnet, an den die darauf folgenden Informationen gespeichert werden sollen. Es folgen – jeweils eingeschlossen in Anführungszeichen – Paare aus Schlüsseln und Werten, die gespeichert werden. Schlüssel und Wert werden durch ein Gleichheitszeichen getrennt.
Durch voranstellen eines "-" vor den Pfad in den eckigen Klammern wird beim importieren der .reg-Datei in die Registrierungsdatenbank der gesamte darunter liegende Baum gelöscht. Beispiel: [-HKEY_CURRENT_USER\Software\Microsoft\Windows\CurrentVersion\Applets\Regedit] (löscht die Historie des Windows Registrierungs-Editors)
(Backslashes werden durch doppelte Backslashes ausmaskiert.)

### Beispiel
- Wine (interne Registrierung, "~/.wine/system.reg")

```
WINE REGISTRY Version 2
;; All keys relative to \\Machine
```

```
[Software\\Microsoft\\Windows\\CurrentVersion\\Run]
"StarteMeinenTaschenrechner"="C:\\WINDOWS\\calc.exe"
```

- Wine (exportierte Registrierungsdatei, Zeichencodierung: ANSI; typischerweise Windows-1252)

```
REGEDIT4
```

```
[HKEY_LOCAL_MACHINE\Software\Microsoft\Windows\CurrentVersion\Run]
"StarteMeinenTaschenrechner"="C:\\WINDOWS\\calc.exe"
```

- Windows (exportierte Registrierungsdatei, Zeichencodierung: Unicode; typischerweise UTF-16 little-endian)

```
Windows Registry Editor Version 5.00
```

```
[HKEY_LOCAL_MACHINE\SOFTWARE\Microsoft\Windows\CurrentVersion\Run]
"StarteMeinenTaschenrechner"="C:\\WINDOWS\\calc.exe"
```

Diese Registrierungsdatei hat, wenn sie in die Registrierungsdatenbank eingetragen wird, den Effekt, dass beim Start der Kompatibilitätsschicht Wine oder des Betriebssystems Microsoft Windows automatisch der mit Wine bzw. Windows mitgelieferte Taschenrechner ausgeführt wird.